# Brasão de Resende (Rio de Janeiro)

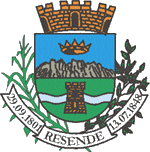
Brasão de Resende

O Brasão de Resende é um símbolo de Resende, município do estado do Rio de Janeiro, Brasil